# Baza namiotowa w Podwilku
Studencka baza namiotowowa „Madejowe Łoże” w Podwilku powstała w lipcu 1989 roku z inicjatywy Studenckiego Klubu Górskiego i Oddziału Międzyuczelnianego PTTK. Należy do Unii Baz Namiotowych oraz do Studenckich Baz Namiotowych. Jest czynna w lipcu i sierpniu.

## Położenie
Baza jest położona w dolinie Bębeńskiego Potoku, u stóp Madejowej, ok. 1,5 km od Podwilka. Znajduje się ok. 3 km od niebieskiego szlaku turystycznego wiodącego z Policy przez Przełęcz Spytkowicką, Żeleźnicę i Przełęcz Sieniawską (stacja PKP Pyzówka) na Stare Wierchy w Gorcach. 

## Jak dotrzeć
- od przystanku PKS Podwilk (zobacz w wikimapii) Kościół (ok. 20 min.)
- od niebieskiego szlaku turystycznego Polica – Stare Wierchy (30 – 40 min.)

## Noclegi
- namioty typu NS
- namioty 3- lub 4-osobowe
- możliwość rozbicia własnego namiotu

## Wyposażenie
- kuchnia turystyczna
- jadalnia (namiot NS)
- prysznic
- boisko do badmintona